# Битка код Фарсала
Битка код Фарсала се одиграла као дио Цезаровог грађанског рата 9. августа 48. п. н. е. између римске популарске војске под Јулијем Цезаром на једној, те оптиматске војске под Помпејем на другој страни. Упркос бројчаној инфериорности и логистичкој исцрпљености, Цезар је успио однијети побједу која је довела до потпуног слома оптиматске војске у Грчкој, чији се највећи дио предао или прешао на Цезарову страну. Иако се рат наставио још три године, антички историчари битку сматрају одлучујућим догађајем цијелог рата, односно симболичким крајем Римске републике.